# Le Roman d'un jeune homme pauvre (film, 1911)
 (juillet 2025).
Pour les articles homonymes, voir Le Roman d'un jeune homme pauvre (homonymie).
Pour plus de détails, voir Fiche technique et Distribution.
Le Roman d'un jeune homme pauvre (L'ultimo dei Frontignac) est un film italien muet en noir et blanc réalisé par Mario Caserini, sorti en 1911. Le film est une adaptation du roman d'Octave Feuillet.

## Fiche technique
- Titre : Le Roman d'un jeune homme pauvre
- Titre original : L'ultimo dei Frontignac
- Réalisation : Mario Caserini
- Production : Arturo Ambrosio
- Maison de production : Società Anonima Ambrosio
- Pays d'origine :  Royaume d'Italie
- Format : Noir et blanc - Film muet
- Date de sortie : 1911

## Distribution
- Maria Bay
- Alberto Capozzi
- Oreste Grandi
- Luigi Maggi
- Mary Cleo Tarlarini